# Jan Carpentier
Jan Carpentier (* 1954 in Potsdam, DDR) ist ein deutscher Journalist und ehemaliger Fernsehmoderator.

## Leben
Carpentier machte in Kleinmachnow Abitur und studierte in Leipzig an der Sektion Journalistik. Anschließend war er in Halle als Korrespondent für die DDR-Nachrichtensendung Aktuelle Kamera tätig. Ab September 1989 war er Reporter und Moderator bei der Jugendsendung Elf 99, bei der er besonders in der Wendezeit der DDR für die Reportagen von den Montagsdemonstrationen in Leipzig, aus der Politbüro-Siedlung in Wandlitz (die er mit seinem Team zweimal besuchte) und aus dem Quartier vom Wachregiment Feliks Dzierzynski des Ministeriums für Staatssicherheit in Berlin-Adlershof – gegenüber dem Gelände des DDR-Fernsehens gelegen – bekannt wurde.
Anschließend ging er nach Bonn, um dort als Korrespondent für den Deutschen Fernsehfunk (DFF) zu arbeiten. Nach der Abwicklung des DFF wurde er vom ORB übernommen. Zur selben Zeit arbeitete er für die Frühausgabe der Tagesschau. 1993 wechselte er zum privaten Fernsehsender VOX. Seine Arbeit dort beendete er, als VOX sein Programmschema vom „Ereignisfernsehen“ zum „Abspielkanal“ umwandelte. Seit 1997 arbeitet er als freier Journalist, hauptsächlich für die ARD-Programme und besonders für den rbb.
In dem ZDF-Fernsehfilm Deutschlandspiel (2000) wurde Carpentier von dem Schauspieler Tobias Langhoff gespielt. In dem Zweiteiler wird der Besuch des Elf-99-Teams in der Wandlitz-Siedlung nacherzählt.
Carpentier lebt in Potsdam-Babelsberg.

## Reportagen
Zu seinen bekanntesten Reportagen zählen:
- Einzug ins Paradies, 23. November 1989 („Wandlitz-Reportage“)
- Neues von Felix – Nachrichten aus der Grauzone, 6. Dezember 1989 („Stasi-Reportage“)
- Sesam öffne dich – Mitarbeiter für Nationale Sicherheit sagen aus (7. Dezember 1989, Besuch in der Stasi-Zentrale Normannenstraße)
- Anton und Antonia